# Сисей, Каллум
Каллум Сисей (англ. Kallum Cesay; род. 4 сентября 2002, Лондон, Англия) — футболист из Сьерра-Леоне, защитник клуба «Тоттенхэм Хотспур U23» и сборной Сьерра-Леоне.

## Карьера
Играл в молодёжных командах «Вест Хэм Юнайтед» и «Тоттенхэм Хотспур». В июле 2021 года стал игроком команды «Тоттенхэма» U23. 

## Карьера в сборной
В 2022 году был вызван в сборную Сьерра-Леоне. Сыграл за сборную 13 июня 2022 года в матче квалификации Кубка африканских наций со сборной Гвинеи-Бисау.